# Separacja odbiornika
Separacja odbiornika, separacja elektryczna – środek ochrony przeciwporażeniowej dodatkowej polegający na zasileniu instalacji i odbiorników przez transformator separacyjny lub przetwornice separacyjne, przy czym wszystkie części czynne obwodu separowanego są niezawodnie oddzielone elektrycznie od innych obwodów i ziemi.
Separację elektryczną pojedynczego obwodu stosuje się w celu zabezpieczenia przed prądem rażeniowym przy dotyku do części przewodzących dostępnych, które mogą znaleźć się pod napięciem w wyniku uszkodzenia izolacji podstawowej.
Separacja elektryczna polega na odizolowaniu obwodu odbiorczego od obwodu sieci zasilającej. Napięcie znamionowe obwodu separowanego nie powinno być większe niż 500V. Przewody fazowe oraz przewód neutralny nie powinny być połączone z częściami czynnymi innych obwodów lub z ziemią. Dzięki temu obwód separowany pracuje w układzie IT, przez co charakteryzuje się małymi prądami zwarcia doziemnego przy pojedynczym uszkodzeniu.